# 윤효린
윤효린(1991년 2월 1일 ~ )은 대한민국의 레이싱 모델이다.

## 경력

### 레이싱모델 경력
- 2013년 - 서울오토살롱 레이싱모델